# 巽中
巽中（たつみなか）は、大阪府大阪市生野区にある町名。現行行政地名は巽中一丁目から巽中四丁目。

## 地理
生野区の南東部に位置し、東に巽東、西に巽西、南に巽南、北に巽北と接している。

## 世帯数と人口
2019年（平成31年）3月31日現在の世帯数と人口は以下の通りである。
| 丁目       | 世帯数    | 人口    |
| ---------- | --------- | ------- |
| 巽中一丁目 | 1,126世帯 | 1,899人 |
| 巽中二丁目 | 1,185世帯 | 2,464人 |
| 巽中三丁目 | 988世帯   | 1,988人 |
| 巽中四丁目 | 825世帯   | 1,605人 |
| 計         | 4,124世帯 | 7,956人 |

### 人口の変遷
国勢調査による人口の推移。
| 1995年（平成7年）  | 7,528人 | [ 5 ] |  |
| 2000年（平成12年） | 8,080人 | [ 6 ] |  |
| 2005年（平成17年） | 8,711人 | [ 7 ] |  |
| 2010年（平成22年） | 8,186人 | [ 8 ] |  |
| 2015年（平成27年） | 7,755人 | [ 9 ] |  |

### 世帯数の変遷
国勢調査による世帯数の推移。
| 1995年（平成7年）  | 2,817世帯 | [ 5 ] |  |
| 2000年（平成12年） | 3,176世帯 | [ 6 ] |  |
| 2005年（平成17年） | 3,721世帯 | [ 7 ] |  |
| 2010年（平成22年） | 3,494世帯 | [ 8 ] |  |
| 2015年（平成27年） | 3,310世帯 | [ 9 ] |  |

## 事業所
2016年（平成28年）現在の経済センサス調査による事業所数と従業員数は以下の通りである。
| 丁目       | 事業所数  | 従業員数 |
| ---------- | --------- | -------- |
| 巽中一丁目 | 126事業所 | 1,470人  |
| 巽中二丁目 | 128事業所 | 866人    |
| 巽中三丁目 | 105事業所 | 597人    |
| 巽中四丁目 | 69事業所  | 526人    |
| 計         | 428事業所 | 3,459人  |

## 交通

### 鉄道
- 大阪市高速電気軌道
  - 千日前線 北巽駅・南巽駅（所在地はどちらも巽東であるが、一部の出入口は巽中に設置されている。）

### 道路
- 国道479号
- 大阪府道159号平野守口線
- 大阪府道173号大阪八尾線

## 施設
- 大阪市立巽中学校
- 大阪市立巽小学校
- 大阪市東部環境事業センター
- 大阪シティ信用金庫 たつみ支店
- 永和信用金庫 巽支店
- ライフ 巽店
- ユニクロ 生野巽店
- コジマ×ビックカメラ 生野店

## その他

### 日本郵便
- 〒544-0013[3]（集配局：生野郵便局[11]）